# Adencyrtus
Adencyrtus är ett släkte av steklar. Adencyrtus ingår i familjen sköldlussteklar.
Kladogram enligt Catalogue of Life:
| Adencyrtus | \| \| Adencyrtus afer \| \| \| \| \| \| Adencyrtus callainus \| \| \| \| \| \| Adencyrtus pictus \| \| \| \| |
|            | \| \| Adencyrtus afer \| \| \| \| \| \| Adencyrtus callainus \| \| \| \| \| \| Adencyrtus pictus \| \| \| \| |
|            | Adencyrtus afer                                                                                              |
|            | |
|            | Adencyrtus callainus                                                                                         |
|            | |
|            | Adencyrtus pictus                                                                                            |
|            | |